# Бучина (Україна)
Бучи́на (до 1989 року — Бучине) — село в Україні, у Бродівській міській громаді Золочівського району Львівської області. До 2020 року села Бучина, Суховоля та Салашка підпорядковувалися Суховільській сільській раді. Населення становить 110 осіб.

## Населення
За даними всеукраїнського перепису населення 2001 року в селі мешкало 123 особи, у 2005 році — 128 осіб, у 2022 році — 110 осіб.
Мова
Розподіл населення за рідною мовою за даними перепису 2001 року був наступним:
| українська | 123 | 100,00 |

## Географія
Село Бучина розташоване за 124 км від обласного центру, за 49 км від районного центру та за 15 км від центру громади. Відстань до найближчої залізничної станції Броди становить 15 км.

## Назва
Виконавчий комітет Львівської обласної Ради народних депутатів рішенням від 19 вересня 1989 року в окремих районах Львівської області уточнив назви населених пунктів. Так, за часів радянської влади село мало назву Бучине, цією постановою уточнене на Бучина, тобто селу повернули історичну назву.

## Історія
У 1851 році місцевий господар та майстер Іван Риплянський збудував церкву, про що свідчить різьблений напис на надпоріжнику. Освячена 1853 року під титулом Успіння Пресвятої Богородиці. Іконостас чотириярусний рококовий з гарними боковими престолами-вівтарями. На захід від церкви на одній осі з нею у 1861 році збудована дерев'яна двоярусна дзвіниця з відкритою голосниковою аркадою у другому стовповому ярусі.
12 червня 2020 року, відповідно до розпорядження Кабінету Міністрів України № 718-р «Про визначення адміністративних центрів та затвердження територій територіальних громад Львівської області», село увійшло до складу Бродівської міської громади.
19 липня 2020 року, в результаті адміністративно-територіальної реформи та ліквідації Бродівського району, село увійшло до складу новоствореного Золочівського району.

## Галерея

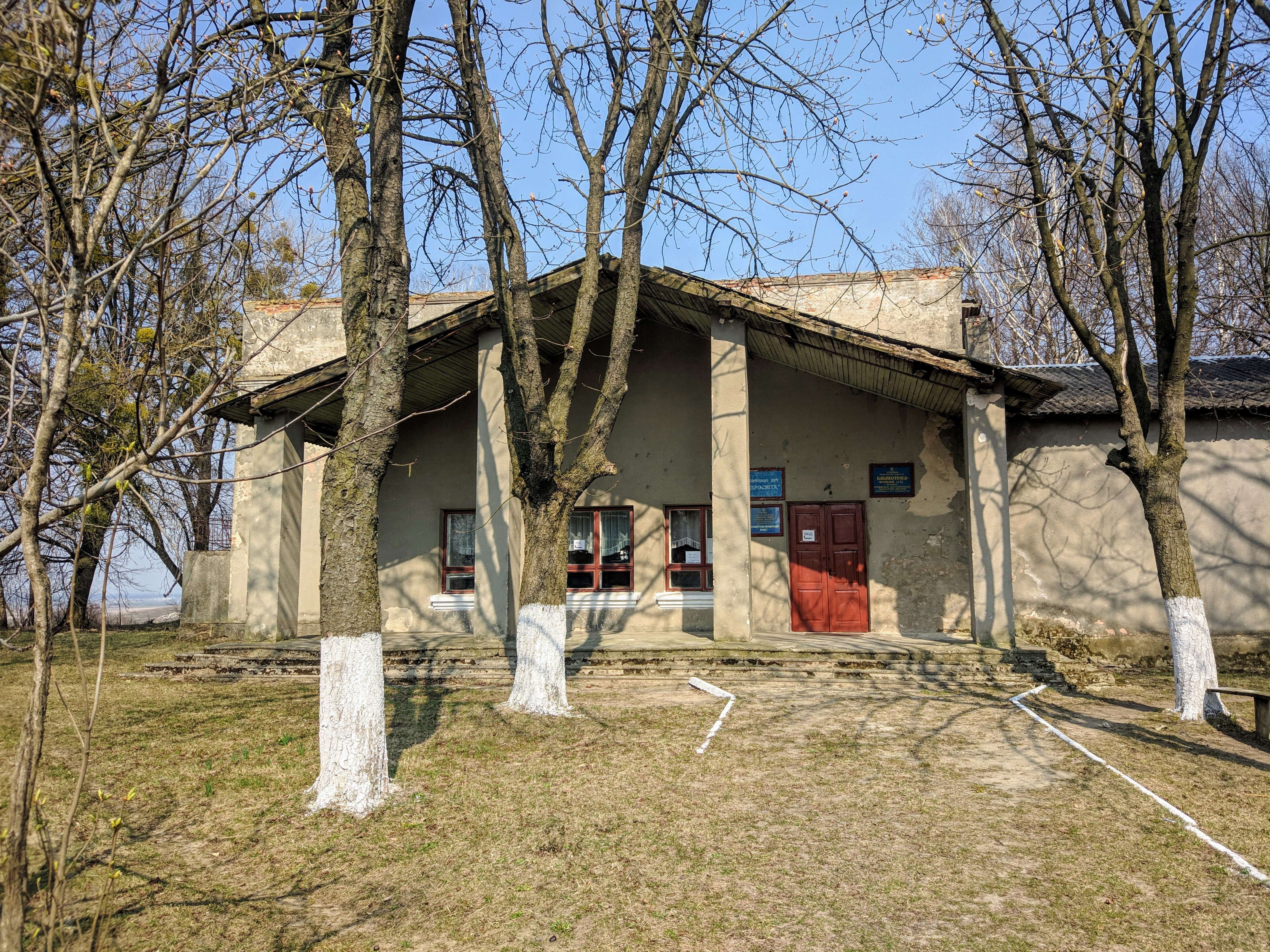
Народний дім